# Porina aptrootii
Porina aptrootii är en lavart som beskrevs av P. M. McCarthy. Porina aptrootii ingår i släktet Porina och familjen Porinaceae.   Inga underarter finns listade i Catalogue of Life.